# Городець (Ленінградська область)
Городець (рос. Городец) — присілок у Лузькому районі Ленінградської області Російської Федерації.
Населення становить 121 особу. Належить до муніципального утворення Володарське сільське поселення.

## Історія
Згідно із законом від 28 вересня 2004 року № 65-оз належить до муніципального утворення Володарське сільське поселення.

## Населення
| 1838 | 1862 | 1885 | 1961 | 1997 | 2007 | 2010 |
| ---- | ---- | ---- | ---- | ---- | ---- | ---- |
| 208  | ↘180 | ↗193 | ↘155 | ↘77  | ↗92  | ↗121 |